# Peix emperador jocú
El peix emperador jocú (Lutjanus jocu) és una espècie de peix de la família dels lutjànids i de l'ordre dels perciformes.

## Morfologia
- Els mascles poden assolir 128 cm de longitud total i 28,6 kg de pes.[2][3]

## Alimentació
Menja peixos, gambes, crancs, gastròpodes i cefalòpodes.

## Hàbitat
És un peix de clima subtropical i associat als esculls de corall que viu entre 2-40 m de fondària.

## Distribució geogràfica
Es troba des de Massachusetts (Estats Units) fins a São Paulo (Brasil), incloent-hi el Golf de Mèxic i el Carib. També és present a l'Illa de l'Ascensió.